# Fraunhofer-Institut für Grenzflächen- und Bioverfahrenstechnik
Das Fraunhofer-Institut für Grenzflächen- und Bioverfahrenstechnik IGB, in der Kurzbezeichnung "Fraunhofer IGB" genannt, ist eine Einrichtung der Fraunhofer-Gesellschaft. Das Institut hat seinen Sitz in Stuttgart und Institutsteile in Leuna und Straubing. Seine Aktivitäten sind der angewandten Forschung und Entwicklung in den Fächern Ingenieurwissenschaften und Naturwissenschaften zuzuordnen.

## Geschichte
1953 wurde es in Kirchheimbolanden (Pfalz) als privates "Institut für Physik und Chemie der Grenzflächen" gegründet. 1962 übernahm die Fraunhofer-Gesellschaft die Einrichtung als Fraunhofer-Institut für Physik und Chemie der Grenzflächen IGf, 1969 zog es an den Hochschulstandort Stuttgart. Im Jahr 1976 erhielt das Institut infolge der thematischen Erweiterung um die Bioverfahrenstechnik seinen heutigen Namen.
Von 1976 bis 1992 war Horst Chmiel Leiter des Fraunhofer-Instituts (IGB) sowie von 1986 bis 1992 an der Universität Stuttgart Ordinarius für Bioprozesstechnik.
Von Mai 1994 bis Dezember 2007 war Herwig Brunner Leiter des Fraunhofer-Instituts (IGB) und in Personalunion des neugegründeten Instituts für Grenzflächenverfahrenstechnik (IGVT) an der Universität Stuttgart. Er entwickelte das Fraunhofer IGB zu einem der ersten Life-Sciences-Institute der Fraunhofer-Gesellschaft, indem er die Kompetenzen in der molekularen Biotechnologie und dem Tissue Engineering ausbaute und interdisziplinär mit der Grenzflächenverfahrenstechnik verknüpfte.
Von Dezember 2007 bis Dezember 2015 war Thomas Hirth Leiter des Fraunhofer-Instituts (IGB) und des Instituts für Grenzflächenverfahrenstechnik und Plasmatechnologie (IGVP) an der Universität Stuttgart. Mit dem Fraunhofer-Zentrum für Chemisch-Biotechnologische Prozesse CBP in Leuna, das am 2. Oktober 2012 von Bundeskanzlerin Angela Merkel eingeweiht wurde, schuf er eine Einrichtung, um die stoffliche Nutzung nachwachsender Rohstoffe schneller in die industrielle Anwendung zu überführen und die deutsche und europäische Bioökonomie-Forschung zu stärken.
Mit dem Wechsel Hirths in das Präsidium des Karlsruher Instituts für Technologie KIT 2016 übernahmen Katja Schenke-Layland und Christian Oehr die kommissarische Leitung des Instituts.
Seit März 2018 ist Markus Wolperdinger Leiter des Fraunhofer IGB.
Seit Juni 2025 wird das Institut in einer Doppel-Spitze von Markus Wolperdinger zusammen mit Petra Kluger geleitet, die auch Leiterin des IGVP an der Universität Stuttgart ist.

## Institutsteile

### Fraunhofer-Zentrum für Chemisch-Biotechnologische Prozesse CBP, Leuna
Durch die Bereitstellung von Infrastruktur und Technikums-/Miniplant-Anlagen ermöglicht das Fraunhofer-Zentrum für Chemisch-Biotechnologische Prozesse CBP Kooperationspartnern aus Forschung und Industrie die Entwicklung und Skalierung von biotechnologischen und chemischen Prozessen zur Nutzung nachwachsender Rohstoffe bis zum industriellen Maßstab. Inhaltliche Schwerpunkte liegen auf dem Aufschluss von Lignocellulose und der stofflichen Verwertung biogener Substrate sowie der Entwicklung technischer Enzyme.

### Bio-, Elektro- und Chemokatalyse BioCat, Institutsteil Straubing
Im Institutsteil BioCat stehen die Entwicklung neuer Bio- und chemischer Katalysatoren und deren Anwendung im Fokus. Ausgehend von Substraten wie Biomasse, CO2, organischen und anorganischen Reststoff- oder Abfallströmen wird das komplette Spektrum der Katalyse genutzt, um nachhaltig und ressourcenschonend neue chemische Produkte herzustellen. Daneben erarbeitet BioCat Verfahren, um überschüssige elektrische Energie durch Bindung und Umwandlung von CO2 in chemische Energiespeicher zu nutzen.

## Forschung und Entwicklung
Das Institut befasst sich mit Fragestellungen in den Kompetenzfeldern Zellbiologie, Mikrobiologie, Biotechnologie und Bioverfahrenstechnik sowie chemischer, physikalischer und Grenzflächenverfahrenstechnik. Auf dieser Grundlage – und insbesondere durch die Kombination biologischer und verfahrenstechnischer oder materialwissenschaftlicher Kompetenzen – entwickelt und optimiert das Institut Verfahren, Technologien und Produkte für die Geschäftsfelder Gesundheit, nachhaltige Chemie und Umwelt. Begleitend zur Auftragsforschung führt das Institut auch akkreditierte Analysen und Prüfungen durch.

### Technologien

#### Zell- und Gewebetechnologien
Humane, physiologische In-vitro-Testmodelle für die nicht-klinische Testung von Medikamenten und die Bestimmung der Toxizität und der Allergenität von Materialien.

#### In-vitro-Diagnostik
Etablierung, Entwicklung und Verwertung diagnostischer Verfahren für biologische und medizinische Anwendungen mittels DNA-Hochdurchsatzsequenzierung (Next-Generation Sequencing, NGS).

#### Virus-basierte Technologien
Konzepte und Lösungen für den Einsatz von Viren und Phagen zur gezielten Prävention, Therapie, Diagnostik in der Medizin und biointelligenten Nutzung in der Biotechnologie.

#### Funktionelle Inhaltsstoffe
Maßgeschneiderte Produktion und Aufarbeitung funktioneller Inhaltsstoffen aus Mikroalgen, Bakterien und Reststoffen zur Herstellung von Lebens- und Futtermitteln, Kosmetika und biobasierten Materialien.

#### Wassertechnologien und Wertstoffrückgewinnung
Konzepte, Verfahren und Technologien zur Wasserreinigung und Wertstoffrückgewinnung aus dem Wasser. Schwerpunkte sind integriertes Energie-, Abfall- und Wassermanagement, Nährstoffrückgewinnung und die effiziente Produktion von Biogas.
Siehe auch: Prozesstechnik, Elektrochemie, Abwasserreinigung, Advanced Oxidation Processes

#### Membranen
Entwicklung von Hohlfaser- und Flachmembranen über Phaseninversionsprozesse vom Labor- bis in den Pilotmaßstab.

#### Funktionale Oberflächen und Materialien
Entwicklung und Charakterisierung von funktionalen Oberflächen und Materialien durch Beschichtungen aus Gas- und Flüssigphase, Formulierungen und Verfahrensentwicklung vom Labor- bis zum Rolle-zu-Rolle-Pilotmaßstab.

#### Regenerative Ressourcen
Prozesse zur stofflichen Nutzung regenerativer Ressourcen für die Herstellung von Chemikalien – Wertschöpfungsketten vom Labor- bis zum Technikumsmaßstab.

#### Industrielle Biotechnologie
Entwicklung biotechnologischer Prozesse zur Herstellung biobasierter Fein- und Plattformchemikalien zur Weiterverarbeitung für Chemieindustrie und Kosmetika, Reinigungsmittel, Kunst- oder Klebstoffe.

#### Katalysatoren
Entwicklung chemischer, elektrochemischer und biotechnologischer Katalysatoren für die nachhaltige Produktion von Chemikalien und Kraftstoffen aus erneuerbaren Ressourcen.

#### Bioinspirierte Chemie
Entwicklung nachhaltiger Synthese- und Herstellungsmethoden für biobasierte Fein- und Spezialchemikalien sowie Materialien für Hightech-Anwendungen durch Kombination von Biologie und Chemie.

### Geschäftsfelder

#### Gesundheit
Mit einer schnellen und genauen molekularen Diagnostik sowie individualisierten Therapieansätzen, neuen Testsystemen für die prä- und nicht-klinische Wirkstoffentwicklung, mit neuen Beschichtungen, Formulierungen und Freisetzungssystemen richtet sich das Fraunhofer IGB an Firmen aus Diagnostik und Laboranalytik, die pharmazeutische Industrie sowie die Medizintechnik.

#### Nachhaltige Chemie
Die Abhängigkeit vom Import der Rohstoffe, die Begrenztheit der fossilen Ressourcen weltweit und die Notwendigkeit, Auswirkungen auf das Klima und die Umwelt zu berücksichtigen, rücken in den Arbeiten des Instituts Ansätze in den Vordergrund, fossile Ressourcen besser zu nutzen oder zu substituieren. Zum Portfolio gehören daher zum einen funktionale Oberflächen und Materialien, zum anderen die Erschließung und Konversion regenerativer Rohstoffe mit Fermentation und Biokatalyse, biobasierte Chemikalien als deren Produkte und Bioraffinerie-Konzepte zur möglichst vollständigen Rohstoffnutzung. Verfahren der (elektro-)chemischen Umwandlung, u. a. von CO2, und entsprechende Aufarbeitungstechnologien runden das Portfolio ab.

#### Umwelt
Vor dem Hintergrund von Klimawandel, Ressourcenknappheit und Wasserverschmutzung verfolgt das Fraunhofer IGB das Ziel, mit neuen Technologien ressourcen- und umweltschonendes Wirtschaften zu ermöglichen. Dazu beschäftigt es sich mit nachhaltiger Wasser- und Abwassertechnik, Wasser-Überwachung, der Aufbereitung von Roh- und Reststoffen, der energetischen Nutzung von Rest-Biomasse und der Entwicklung von Membranen für die Energiewende.

## Anbindung an Hochschulen
In der Grundlagenforschung wird das Fraunhofer IGB vor allem durch das Institut für Grenzflächenverfahrenstechnik und Plasmatechnologie IGVP der Universität Stuttgart unterstützt. Weitere Kooperationen im universitären Bereich bestehen mit der Universität Tübingen und der TU München.

## Kooperationen
Das Institut ist Mitglied des Fraunhofer-Verbunds Life Sciences und Gastinstitut im Fraunhofer-Verbund Werkstoffe, Bauteile – MATERIALS. Darüber hinaus ist das Institut in zahlreichen Fraunhofer-Allianzen aktiv. Darin bündeln die Fraunhofer-Institute ihre jeweiligen Kompetenzen, um ein Geschäftsfeld gemeinsam zu bearbeiten und zu vermarkten.

## Infrastruktur
Das Institut verfügt über Labors und Technika bis zur biologischen Sicherheitsstufe S2. Bestimmte Prüflabors und Prüfverfahren in der Analytik wurden nach der Norm DIN EN ISO/IEC 17025 akkreditiert. Zudem verfügt das Institut über eine GLP-Prüfeinrichtung der Prüfkategorie 9: Zellbasierte Testsysteme zur Bestimmung biologischer Parameter.
Das Institut stellt modular einsetzbare Prozesskapazitäten für die Bearbeitung verfahrenstechnischer Fragestellungen und kontinuierliche Anlagen sowie verschiedene Aufbereitungs- und Aufarbeitungstechniken zur Nutzung durch Industriepartner bereit.
Daneben verfügt das Institut über Analysemethoden aus Fachgebieten, wie bspw. in der Oberflächenanalytik die Rasterelektronenmikroskopie, Rasterkraftmikroskopie oder die Röntgenphotoelektronenspektroskopie.

## Finanzierung und Personal
Der Betriebshaushalt wird finanziert durch externe Erträge und institutionelle Förderung (Grundfinanzierung). Im Geschäftsjahr 2019 betrug der Betriebshaushalt 25,2 Millionen Euro. 70 Prozent des Betriebshaushalts stammen aus eigenen Erträgen; 33 Prozent der Eigenerträge aus der Auftragsforschung der Wirtschaft.
Ende 2019 waren am Institut rund 340 Mitarbeiter tätig, davon über 90 Prozent im wissenschaftlichen und technischen Bereich. Der Frauenanteil betrug 53 Prozent.